# Akysis recavus
Akysis recavus és una espècie de peix de la família dels akísids i de l'ordre dels siluriformes.

## Morfologia
- Els mascles poden assolir els 4 cm de llargària total.
- Nombre de vèrtebres: 31-33.[1][2]

## Distribució geogràfica
Es troba a Àsia: conques dels rius Chao Phraya a Tailàndia i Mekong a Laos.